# Wim Lagendaal
Willem ("Wim") Lagendaal (Rotterdam, 13 april 1909 – aldaar, 6 maart 1987) was een Nederlandse voetballer.
Hij was een speler van Xerxes en stond bekend vanwege zijn keiharde afstandsschoten, vandaar zijn bijnaam Het Kanon.
Wim Lagendaal speelde een hoofdrol in een aantal legendarische wedstrijden van het Nederlands elftal in de jaren '30. In 1931 versloeg Oranje in een uitwedstrijd Frankrijk. Binnen twéé minuten scoorde Nederland toen drie goals. Twee waren van Lagendaal (die daarvoor trouwens ook al gescoord had) en een van Jaap Mol uit een voorzet van hem. Een jaar later scoorde hij viermaal in een uitwedstrijd tegen België. In totaal speelde Lagendaal 15 interlands, waarin hij 13 doelpunten maakte.

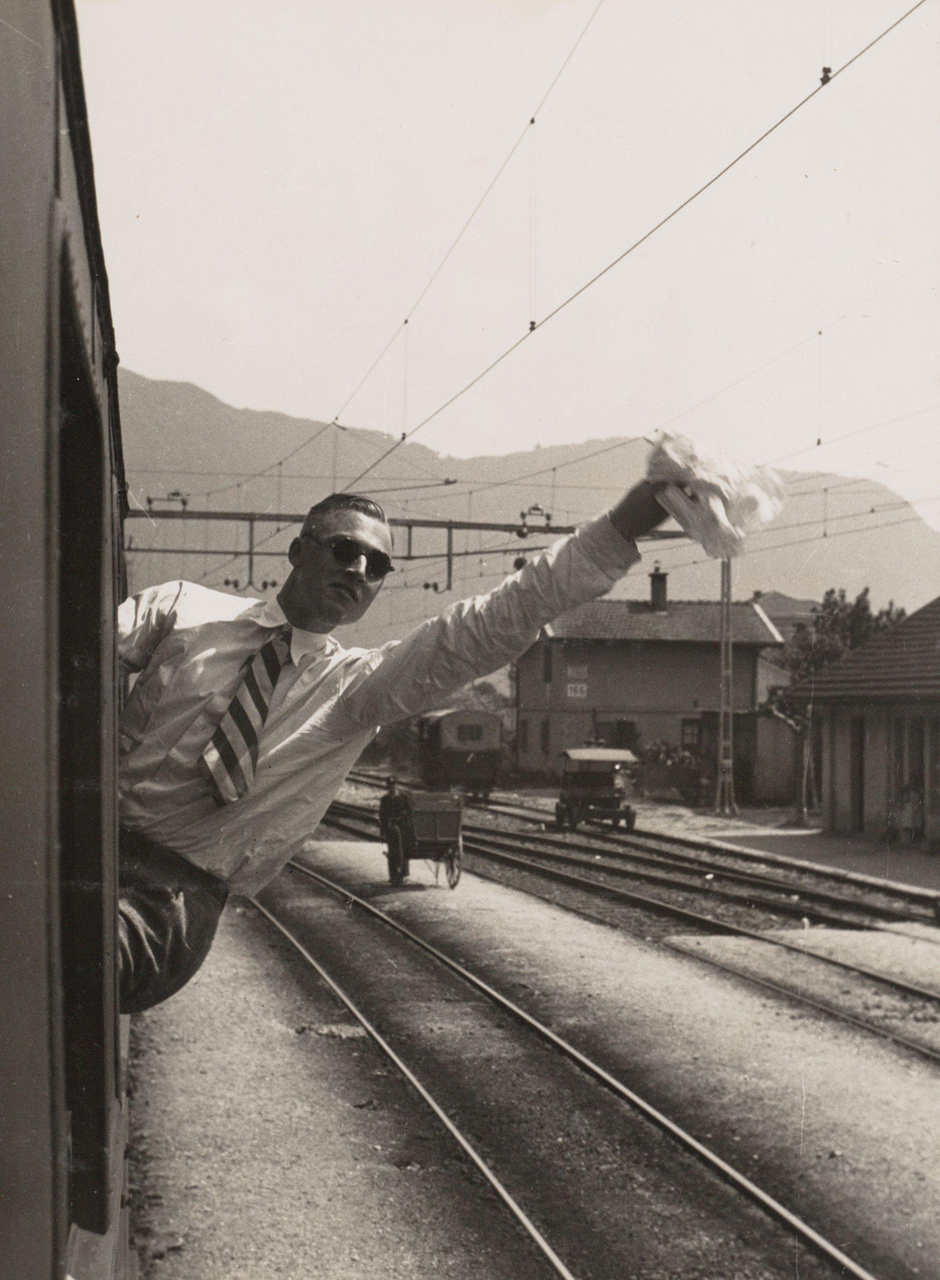
Wim Lagendaal onderweg naar het WK van 1934

In het dagelijks leven was Lagendaal personeelschef bij de Rotterdamse politie. Tijdens de Tweede Wereldoorlog wist hij heel wat voetballers, onder wie Faas Wilkes, te behoeden voor transport naar Duitsland door ze te benoemen tot hulpagent. Na de bevrijding werd hij gepromoveerd tot commissaris.
Wim Lagendaal overleed in 1987 en werd in alle stilte gecremeerd. In 1999 werd een straat in Rotterdam naar Wim Lagendaal vernoemd t.w. het Wim Lagendaalpad. Deze straat is gelegen in Nieuw-Terbregge waar alle straten zijn vernoemd naar sporters.